# Glandora nitida
Glandora nitida är en strävbladig växtart som först beskrevs av Ern, och fick sitt nu gällande namn av D.C.Thomas. Glandora nitida ingår i släktet bergstenfrön, och familjen strävbladiga växter. Inga underarter finns listade i Catalogue of Life.